# Under Glass
Under Glass è il secondo album frutto della collaborazione tra i Bardo Pond e il chitarrista neozelandese Roy Montgomery, denominata Hash Jar Tempo.
Sulla scia del precedente Well Oiled, l'album, pubblicato il 30 marzo 1999, è composto da sette brani in sei tracce (il sesto e settimo brano sono contenuti in un'unica traccia). Si tratta di un'opera ancora più "sperimentale" della precedente.

## Tracce
1. Praludium und Fuge. D - Moll – 10:29
2. Labiomancy – 8:44
3. Souces in Cleveland – 4:56
4. Hymenoptera in Amber Crybaby – 9:42
5. Atropine – 16:58
6. In the Cells of Walken's Coti e Gravitational Lens Opera – 5:16